# 村上隆興
村上 隆興（むらかみ たかおき、1946年10月31日 - ）は、日本の政治家。北海道歌志内市長（2期）。

## 経歴
北海道歌志内町（現・歌志内市）出身。1965年（昭和40年）3月、北海道砂川北高等学校（現・北海道砂川高等学校）卒業。1966年（昭和41年）、歌志内市役所に奉職。
2004年（平成16年）、助役に就任。2007年（平成19年）、副市長に就任。
2012年（平成24年）10月21日に行われた歌志内市長選挙に公明党の推薦を受けて立候補し、前市議の谷秀紀を破り初当選した（村上：1,554票、谷：1,173票）。10月26日、市長就任。
2016年（平成28年）、無投票により再選。
2021年11月3日、秋の叙勲において旭日双光章を受章。